# Metro de Vilna
El Metro de Vilna (en lituano: Vilniaus metropolitenas) es un sistema de metro propuesto para la capital de Lituania, Vilna. Fueron propuestas tres líneas para conectar la ciudad con los distritos más poblados. El metro fue propuesto con el objetivo de reducir la congestión del tráfico, la cual aumentó significativamente en los años 1990 y 2000. Este proyecto está todavía en fase de planificación, y se desconoce si será realmente construido.
Aunque durante la era soviética se realizaron perforaciones de prueba para una propuesta de metro a lo largo de un tramo de 50 metros de la avenida Gediminas, cerca de la principal estación de tren de la ciudad,  la propuesta actual data de 2001, cuando el entonces alcalde de Vilna, Artūras Zuokas, solicitó apoyo internacional para un estudio de viabilidad del sistema propuesto. La propuesta fue aprobada como parte del plan maestro de la ciudad por el Consejo Municipal de Vilna en 2002. La ciudad eligió a Systra como socio de estudio; El Grupo Scott Wilson llevó a cabo un estudio de viabilidad de financiación público-privada durante 2005 y 2006.
A partir de 2007, el proyecto fue objeto de intenso debate por políticos y ciudadanos. Las preocupaciones incluyen el coste (aproximadamente 890.000.000 €, equivalente a 1.223.250.000 € en 2021), la posibilidad de que las vibraciones perjudiquen a los edificios históricos de la ciudad vieja de Vilna, y la percepción de que las calles pudiesen ser cerradas.El proyecto fue aceptado por el Gobierno lituano en régimen de concesión en 2014, pero la presidenta lituana, Dalia Grybauskaitė, vetó la ley.
En 2018, el Seimas de la República de Lituania promulgó una nueva ley de desarrollo del metro que entró en vigor el 1 de enero de 2020. Esta ley permite a los inversores privados iniciar la construcción de sistemas de transporte metropolitano en Lituania. Los proyectos tendrían que ser ejecutados por los municipios, que podrían comprar hasta el 50 por ciento de las acciones de las empresas constructoras. Los proyectos se desarrollarían en sociedad o concesión del Estado y empresas privadas.

## Líneas propuestas
1. Pilaitė-Centro
2. Pašilaičiai-Estación Central-Lazdynai (Línea circular)
3. Justiniškės-Antakalnis